# Trump Organization
Trump Organization är ett amerikanskt multinationellt konglomerat, som har sina verksamheter inom branscherna för fastigheter, hotell, underhållning, detaljhandel, kasinon, restauranger, böcker, golfbanor, modellagentur, TV-produktion, utbildningar, vineri, accessoarer och finansiella tjänster.
År 2014 hade Trump Organization en omsättning på omkring $9,5 miljarder och omkring 22 450 anställda. Huvudkontoret är placerat i Trump Tower på 725 Fifth Avenue på Manhattan i New York, New York.
Åren 1971–2017 var Donald Trump styrelseordförande och vd samt den kontrollerande aktieägaren för konglomeratet. Efter att han blev vald till USA:s president i presidentvalet 2016 tog hans söner Donald Jr. och Eric Trump över företaget.

## Historia

### Grundande
Det ursprungliga företaget hette Elizabeth Trump and Son och grundades 1923 av Fred Trump och hans mor Elizabeth Trump. Företaget hade verksamhet inom hyresbostadsmarknaden för medelinkomsttagare i områdena Brooklyn, Queens och Staten Island i New York.

### Donald Trumps ledning
Fred Trumps då 25-årige son Donald Trump tog över företaget 1971, och bytte namn på företaget till det nuvarande Trump Organization. Han tog även beslutet att byta inriktning på företaget då han började satsa på fastighetsmarknaden på Manhattan istället för hyresrätter för medelklassen. Trump Organizations första riktigt stora projekt på Manhattan var 1978 års modernisering och ombyggnation av Grand Hyatt Hotel i närheten av Grand Central Terminal. Efter Donald Trumps lyckade förhandlingar landade projektet på en kostnad av 70 miljoner dollar, vilket var under budget.
Donald Trump expanderade även företaget internationellt sett och utvecklade företaget till ett multinationellt konglomerat då han gav sig in på fler marknader och i fler branscher än enbart den lokala fastighetsbranschen. Bolaget hade i januari 2016 hotell i USA, Irland och Panama samt golfanläggningar i USA, Irland, Storbritannien och Förenade Arabemiraten. Bolagets fastighetsbestånd omfattar byggnader i ett flertal städer i USA (bland annat 13 stycken i New York) samt i Turkiet, Sydkorea, Kanada, Filippinerna, Indien, Panama och Uruguay. Bolaget säljer även produkter och varor som möbler, mineralvatten, parfym och böcker samt bedriver modellagenturen Trump Model Management på Manhattan. Möbelvarumärket Trump Home lanserade sina första möbelkollektioner, producerade av Lexington Home Brands, i juli 2007.
I augusti 2003 sålde Trump Organization tillsammans med bolaget Conseco General Motors Building (som de ägt sedan 1998) till Macklowe Organizations för 1,4 miljarder dollar. Prislappen 1,4 miljarder dollar gör denna affär till det dyraste köpet av en kontorsbyggnad i Nordamerika någonsin.

### Under Trumps presidentskap
Efter att Trump blev vald till USA:s president i presidentvalet 2016 tog hans söner Donald Jr. och Eric Trump över företaget. Detta meddelas den 11 januari 2017 då Trump höll en presskonferens i Trump Tower. Det bekräftas även att Trump Organization inte kommer att göra några utländska affärer under Trumps presidenttid.

## Byggnader och ägor
Bland framträdande byggnader som ägs av Trump Organization kan nämnas:
- Trump Tower Chicago i Chicago, som är stadens näst högsta byggnad och världens 16:e högsta byggnad.[18]
- Trump Tower Las Vegas i Las Vegas, vars exteriör omsluts av 24 karat guld.[19]
- Trump Tower Vancouver i Vancouver, som är stadens näst högsta byggnad.[20]
- Trump Tower Panama i Panama City, som är den högsta byggnaden i Panama.[21]
- Old Post Office Pavilion i Washington D.C., historisk byggnad som tidigare var stadens postkontor.[22]
- Trump Tower i New York, skyskrapa belägen på 725 Fifth Avenue där Trump Organizations huvudkontor är beläget.[23]
- The Trump Building i New York, som var världens högsta byggnad i maj 1930. Köptes av Trump 1995.[24]
- Trump World Tower i New York, som fram till 2003 var världens högsta bostadsbyggnad.[25]

### Trump Tower i New York
Skyskrapan Trump Tower är 202 meter hög med 58 våningar och är belägen på 725 Fifth Avenue (bredvid Tiffany & Co.) i Midtown Manhattan. Byggnaden ritades av den amerikanska arkitekten Der Scutt. Förhandlingarna för att få tillstånd att bygga Trump Tower var färdiga 1978. I samband med detta hyllades Trump i The New York Times för sina förmågor som förhandlare. Året därpå påbörjades bygget. Den 30 november 1983 stod Trump Tower färdigt för öppning. Trump Organizations huvudkontor är sedan dess beläget i skyskrapan.

### Markägor
Under större delen av 1990-talet ägde Trump och Trump Organization även marken under och omkring Empire State Building på Manhattan i New York. Trump köpte marken 1994 för 42 miljoner dollar och sålde marken den 18 mars 2002 för 57,5 miljoner dollar. Trump, tillsammans med Conseco, har även ägt General Motors Building på Manhattan. Byggnaden köptes i maj 1998 för 878 miljoner dollar och såldes i augusti 2003 för 1,4 miljarder dollar till Macklowe Organizations. Prislappen 1,4 miljarder dollar gör denna affär till det dyraste köpet av en kontorsbyggnad i Nordamerika någonsin.

## Bildgalleri

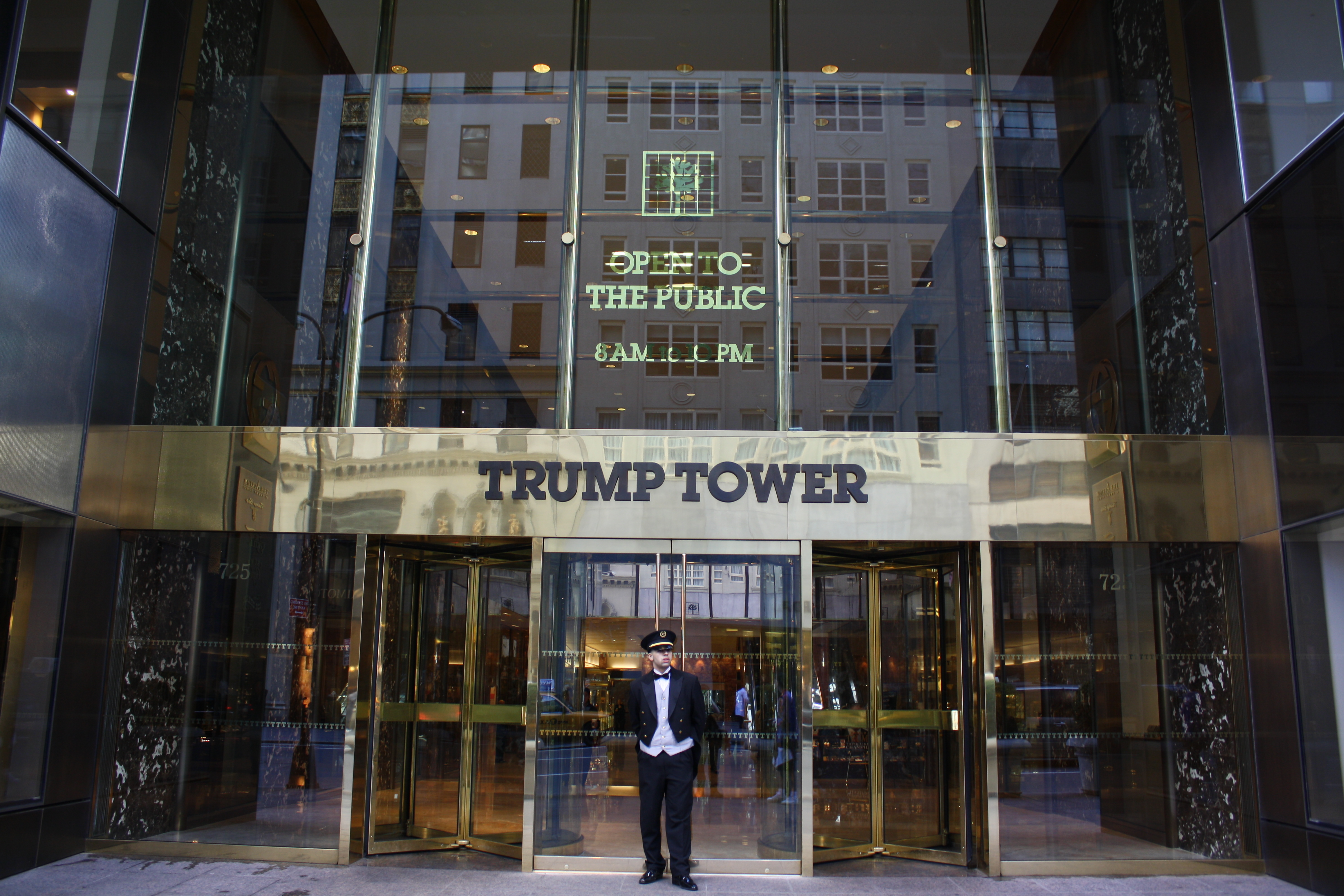
Ingången till Trump Tower på Manhattan.
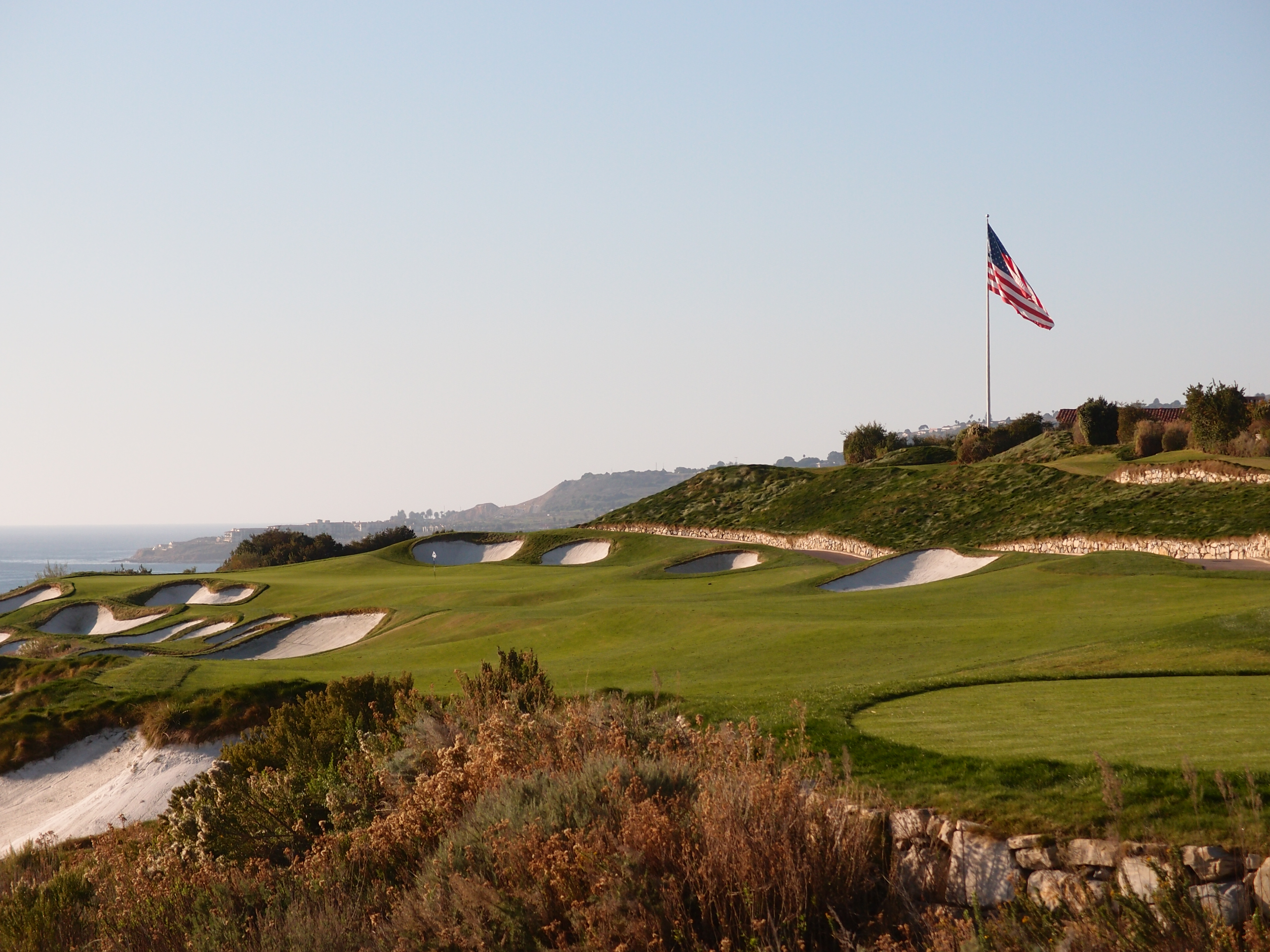
Trump National Golf Club i Los Angeles.
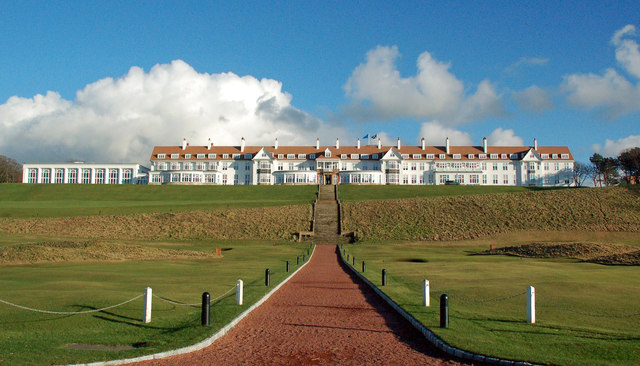
Trump Turnberry Hotel i Skottland.
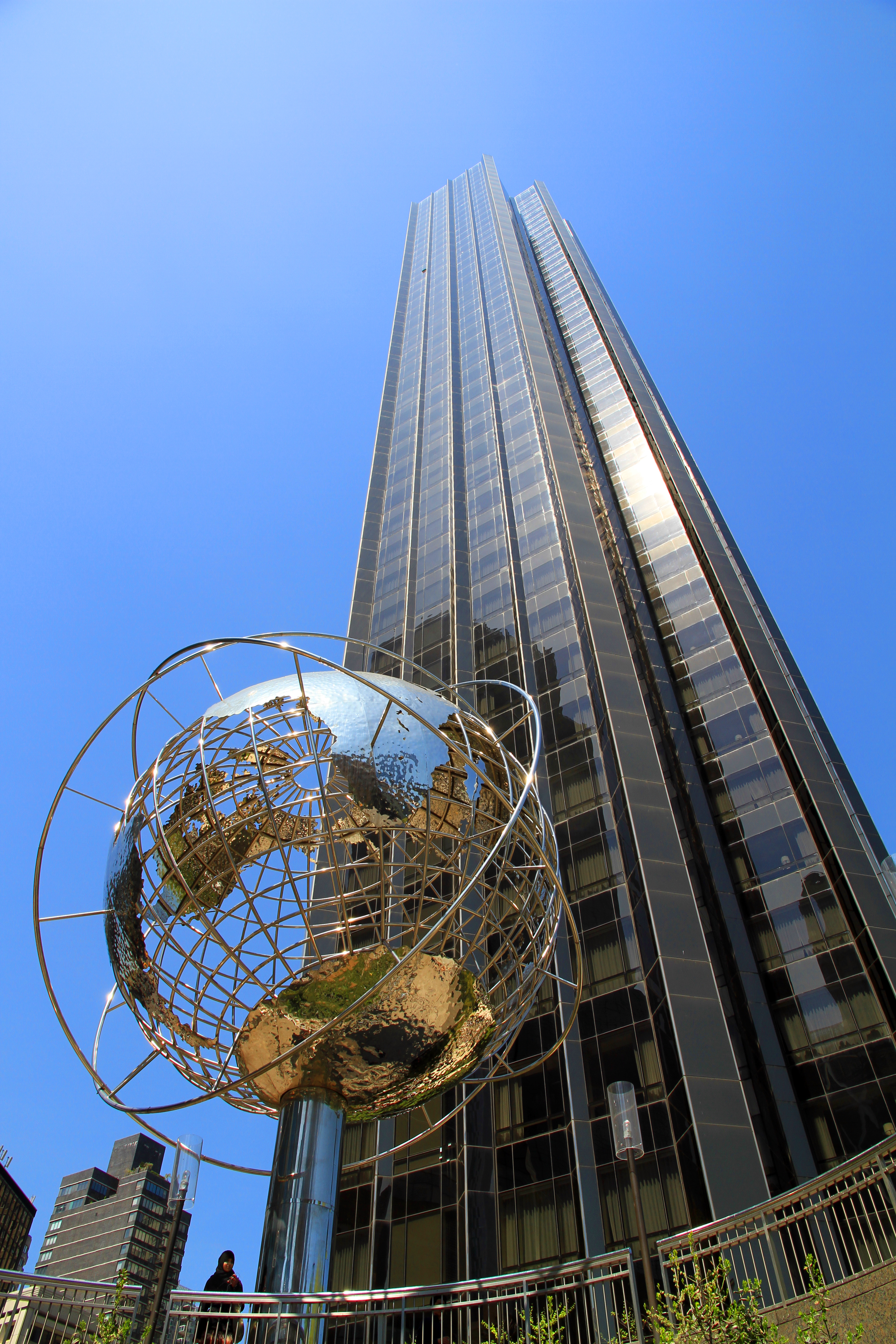
Trump International Hotel and Tower i New York.
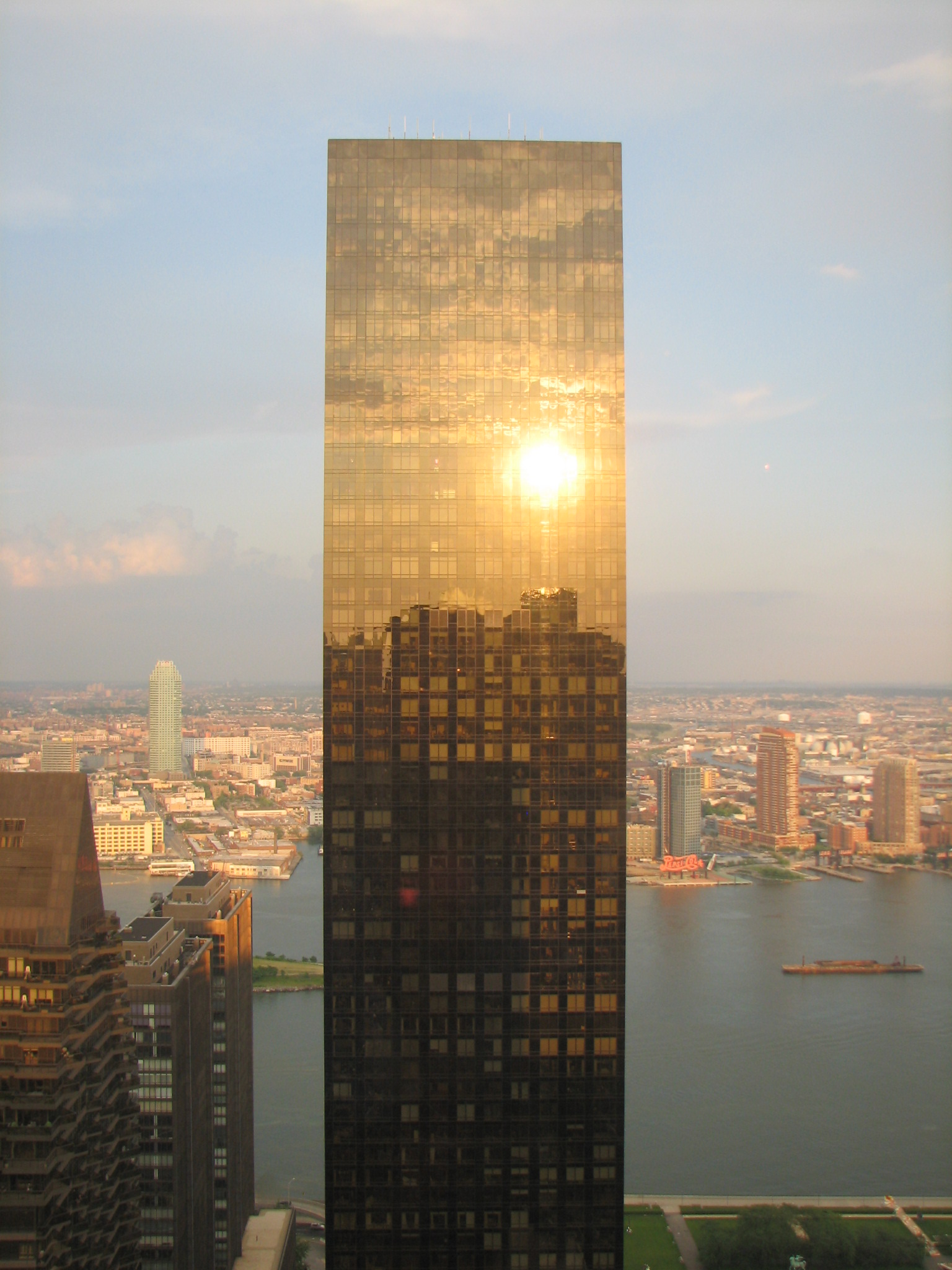
Trump World Tower i New York.
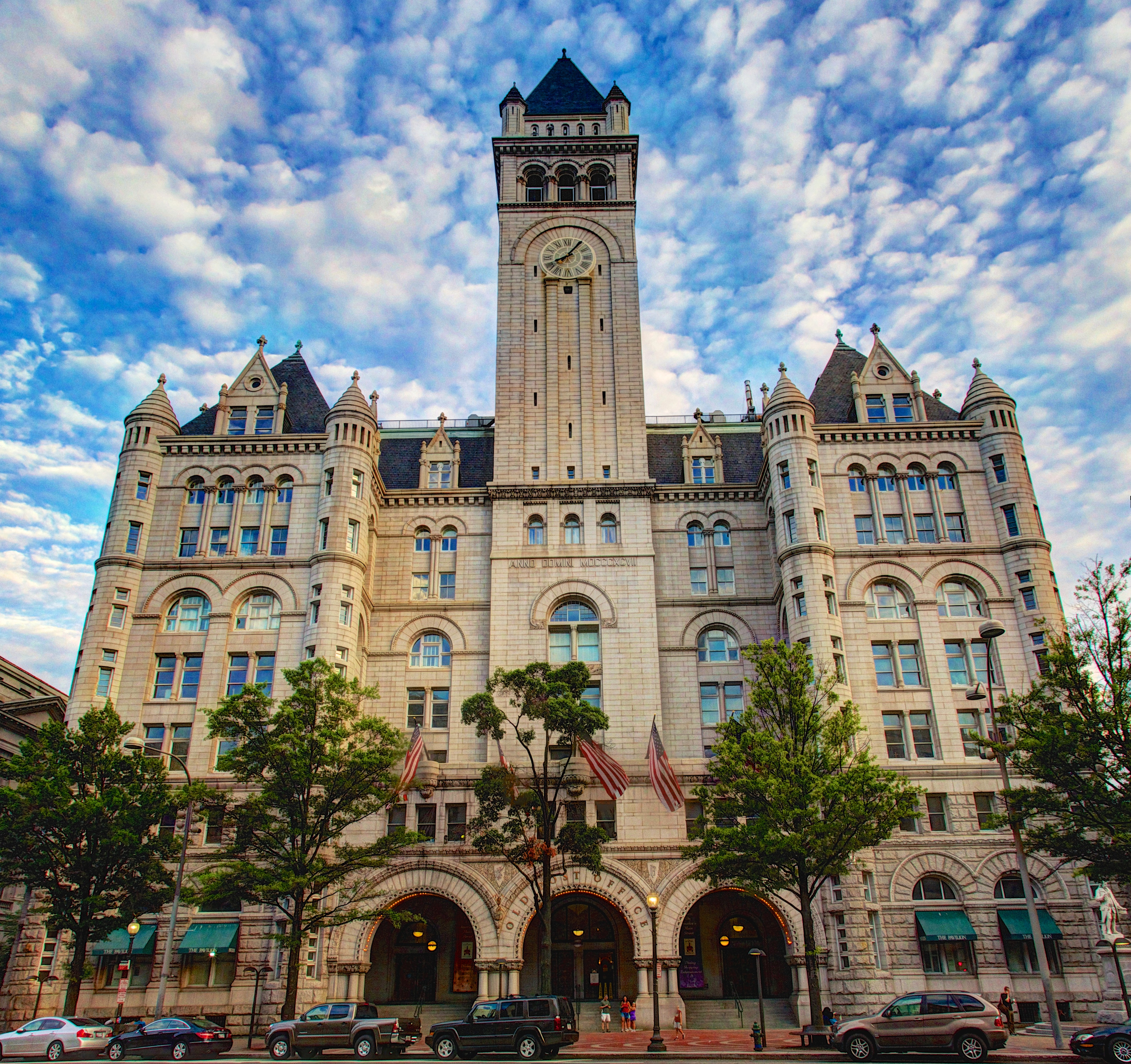
Old Post Office Pavilion i Washington, D.C.
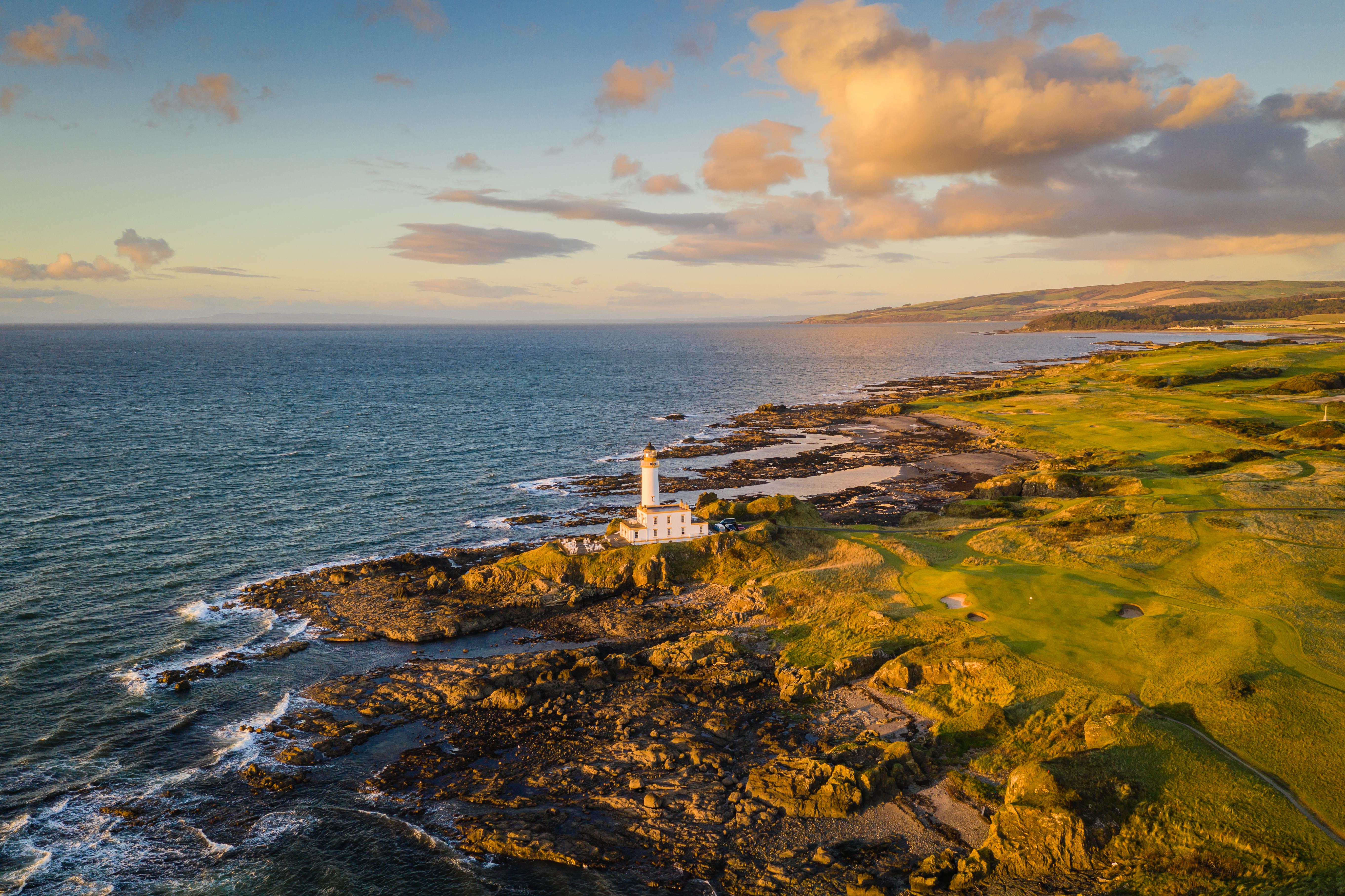
Turnberry Lighthouse vid kusten i South Ayrshire i Skottland.
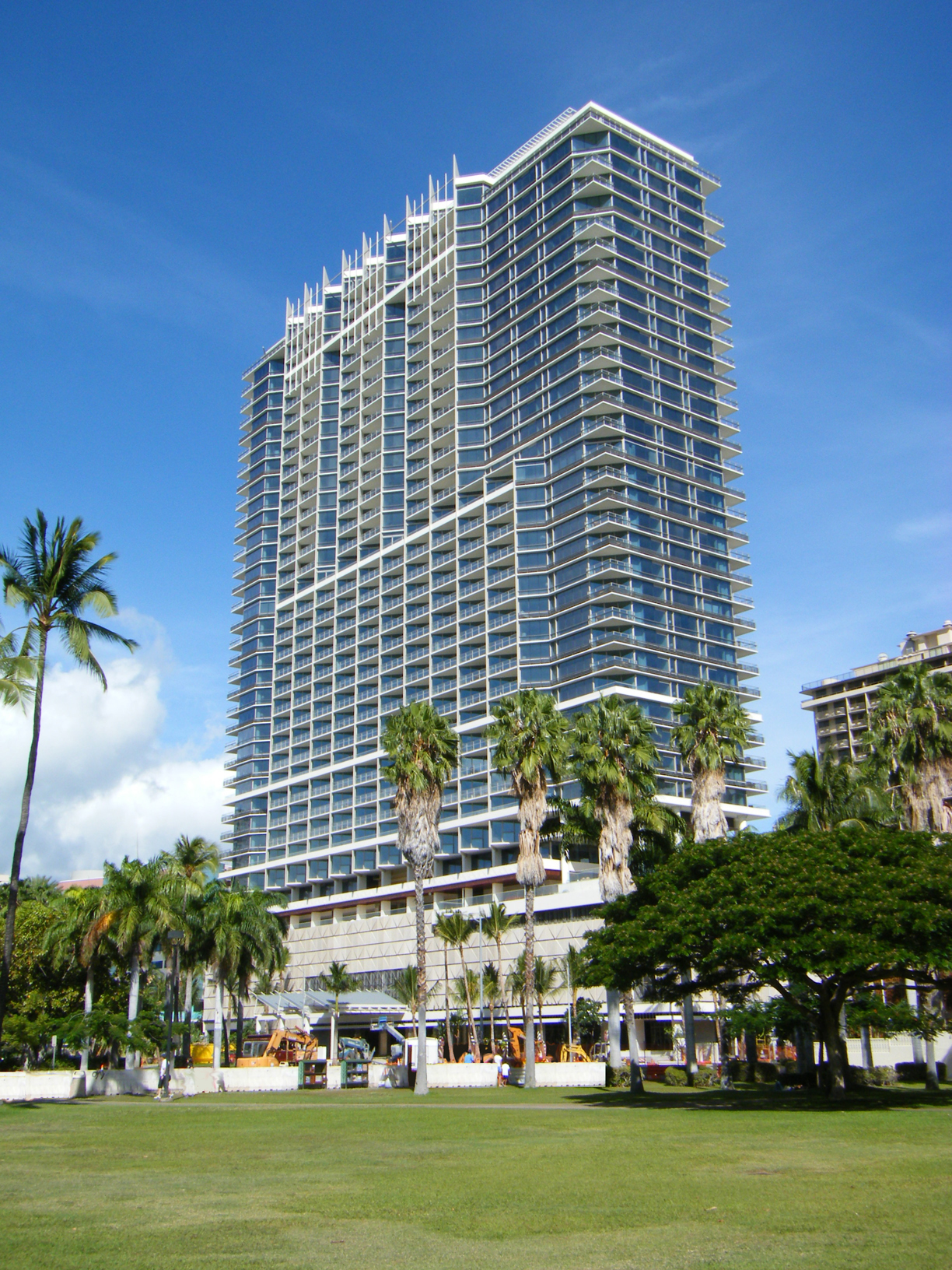
Trump International Hotel and Tower i Honolulu på Hawaii.
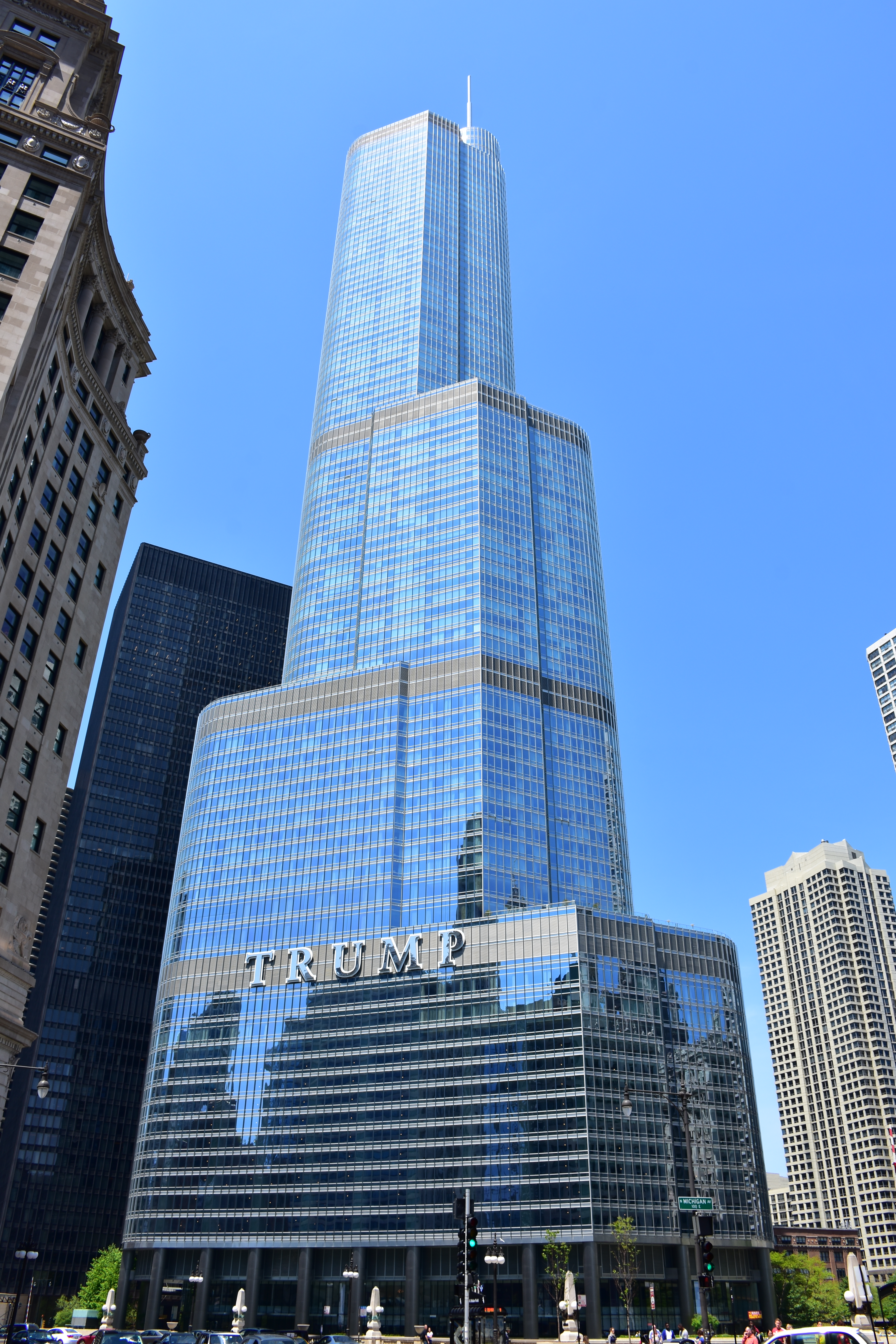
Trump International Hotel and Tower i centrala Chicago.
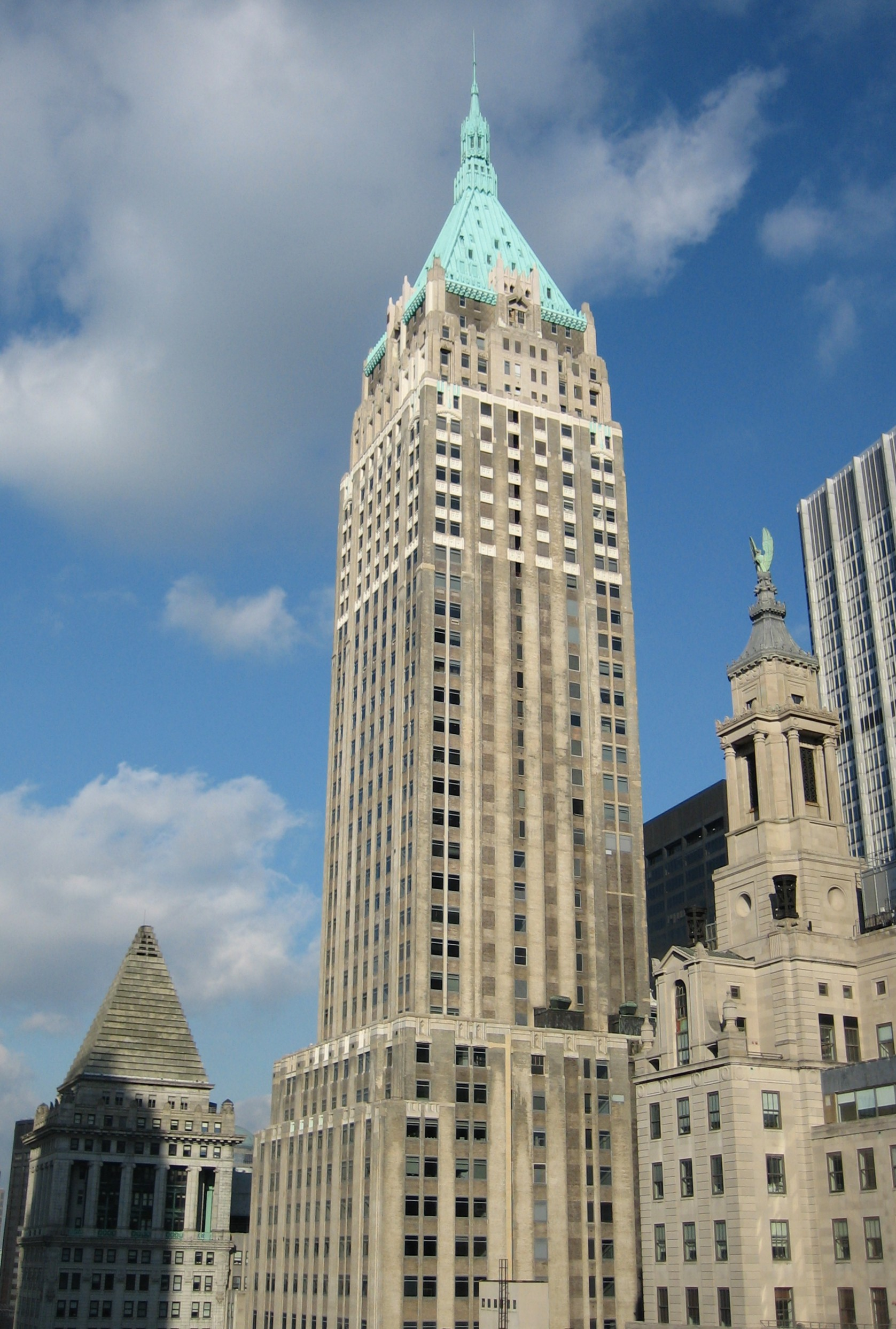
The Trump Building på Wall Street.